# Лука Менало
Лука Менало (хорв. Luka Menalo, нар. 22 липня 1996, Спліт, Хорватія) — боснійський футболіст хорватського походження, півзахисник хорватського клубу «Рієка» та національної збірної Боснії і Герцеговини.

## Клубна кар'єра
Лука Менало народився в хорватському місті Спліт але згодом разом з родиною перебрався до Боснії і Герцеговини, де в місті Чаплина і почав займатися футболом у місцевому клубі аматорського рівня. 2014 року Менало підписав контракт з клубом боснійської Прем'єр-ліги «Широкі Брієг» і в травні 2015 року дебютував у першій команді. Вже в першому своєму матчі Менало відзначився забитим голом.
У лютому 2018 року футболіст підписав контракт до 2023 року з загребським «Динамо» але до кінця сезону залишався у складі «Широки Брієг». Після цього Менало ще кілька разів віддавали в оренду. Захищав кольори словенської «Олімпії» та у сезоні 2020/21 хорватського клубу «Рієка».
З початком сезону 2021/22 Менало повернувся до «Динамо».

## Збірна
Лука Менало виступав у складі молодіжної збірної Боснії і Герцеговини. 28 січня 2018 року у товариському матчі проти команди США Лука Менало дебютував у національній збірній Боснії і Герцеговини.

## Статистика виступів

### Статистика виступів за збірну
Станом на 16 листопада 2021 року
| Дата       | Місто       | Господарі            | Результат | Гості                | Турнір            | Голи | Примітки |
| ---------- | ----------- | -------------------- | --------- | -------------------- | ----------------- | ---- | -------- |
| 28-1-2018  | Карсон      | США                  | 0 – 0     | Боснія і Герцеговина | товариський матч  | -    | 84'      |
| 31-1-2018  | Сан-Антоніо | Мексика              | 1 – 0     | Боснія і Герцеговина | товариський матч  | -    | 67'      |
| 27-3-2021  | Зениця      | Боснія і Герцеговина | 0 – 0     | Коста-Рика           | товариський матч  | -    | 80'      |
| 2-6-2021   | Сараєво     | Боснія і Герцеговина | 0 – 0     | Чорногорія           | товариський матч  | -    | 84'      |
| 4-9-2021   | Зениця      | Боснія і Герцеговина | 1 – 0     | Кувейт               | товариський матч  | -    | 61'      |
| 7-9-2021   | Зениця      | Боснія і Герцеговина | 2 – 2     | Казахстан            | Відбір до ЧС 2022 | 1    | 68'      |
| 13-11-2021 | Зениця      | Боснія і Герцеговина | 1 – 3     | Фінляндія            | Відбір до ЧС 2022 | 1    | 66'      |
| 16-11-2021 | Зениця      | Боснія і Герцеговина | 0 – 2     | Україна              | Відбір до ЧС 2022 | -    | 71'      |
| Усього     |             | Матчів               | 8         |                      | Голів             | 2    |          |

## Досягнення
- Кубка Боснії і Герцеговини (1):

«Широкі Брієг»: 2016/17
- Чемпіон Хорватії (3):

«Динамо»: 2021/22, 2022/23
«Рієка»: 2024/25
- Володар Кубка Хорватії (1):

«Рієка»: 2024/25
- Володар Суперкубка Хорватії (2):

«Динамо»: 2022, 2023
- Чемпіон Словенії (1):

«Целє»: 2023/24